# Clube Esportivo Bento Gonçalves
Maillots
Dernière mise à jour : 4 février 2012.
Le Clube Esportivo Bento Gonçalves, plus couramment abrégé en Esportivo, est un club brésilien de football fondé en 1919 et basé dans la ville de Bento Gonçalves dans l'État du Rio Grande do Sul.

## Histoire du club
Le club est fondé en 1919.
En 2004, le club change de stade (il évoluait depuis 1945 au Stade du Dr. Getúlio Dornelles Vargas) pour emménager au Stade du parc sportif Montanha dos Vinhedos.

## Palmarès
| Compétitions nationales |
| --- |
| - Championnat du Rio Grande do Sul : - Vice-champion : 1979. - Championnat du Rio Grande do Sul D2 (3) : - Champion : 1969, 1999 et 2012. |

## Personnalités du club

### Présidents du club
| - Guilherme Salton - Luiz Carlos Bordin | - Luis Oselame - Laudir Piccoli |

### Entraîneurs du club
| - Vicente Arenari (mars 1992 - ?) - Badico - Armando Desessards | - Luís Carlos Winck (2012 - 2013) - Flávio Campos (2014) |